# Estadio Obras Sanitarias
Pour les articles homonymes, voir Obras Sanitarias.
L'Estadio Obras Sanitarias est un stade situé à Buenos Aires, en Argentine.
Situé à l'Avenida del Libertador 7395, il accueille de nombreux événements sportifs et culturels. Entre 2006 et 2012, il se nomme « Estadio Pepsi Music », pour la campagne publicitaire de la société Pepsi.

## Histoire
Construit en 1978, il peut contenir 3 100 spectateurs et 4 700 pour les concerts.
Le club résident du stade est l'Obras Sanitarias de Buenos Aires.

## Caractéristiques
L'Estadio Obras est aussi connu sous le surnom de « Templo del Rock », car il accueille de nombreux événements musicaux, souvent rock et heavy metal. Les nombreux groupes et artistes nationaux et internationaux qui ont mis les pieds sont (par ordre alphabétique) Thirty Seconds to Mars, Avril Lavigne, B. B. King, Bad Religion, Barón Rojo, Beastie Boys, Biohazard, Cypress Hill, Dream Theater, Helloween, Héroes del Silencio, Ian Gillan, Iggy Pop, Iron Maiden, Gamma Ray, James Brown, James Taylor, Jethro Tull, Joe Satriani, Kiss, Mägo de Oz, Ska-P, Megadeth, Motörhead, New Order, Nightwish, Pantera, Ramones, Red Hot Chili Peppers, Scorpions, Sepultura, Sex Pistols, Simple Minds, Slayer, Slipknot, Sonata Arctica, Soulfly, Stratovarius, Tarja Turunen, The Cult, The Jesus and Mary Chain, The Mission, The Rasmus, The Police et Van Halen.

## Galerie

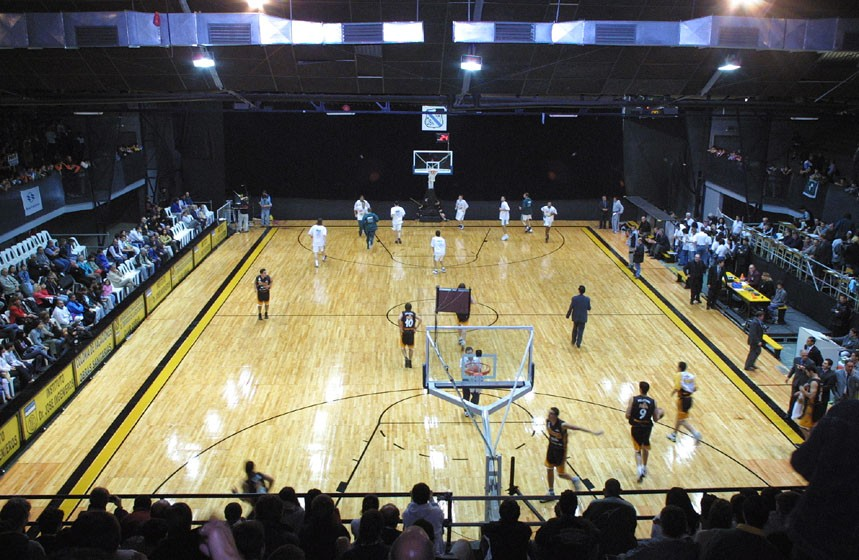
L'Estadio Obras Sanitarias lors d'un match de basket-ball.